# Limp Bizkit
Limp Bizkit là một ban nhạc rap rock được thành lập năm 1994 ở Jacksonville, Florida, Hoa Kỳ. Ban nhạc đã từng nhận được ba đề cử giải Grammy cũng như bán được khoảng 40 triệu đĩa nhạc trên toàn cầu.

## Danh sách thành viên

### Thành viên hiện tại
- Fred Durst – hát chính (1994–2006, 2009–nay)
- Sam Rivers – bass, hát bè (1994–2006, 2009–nay)
- John Otto – trống, bộ gõ (1994–2006, 2009–nay)
- Wes Borland – guitar, hát bè (1995–2001, 2004–2006, 2009–nay)

### Nhạc sĩ diễn tour hiện tại
- Franko Carino – sampling, programming, hát bè (2013–nay)[2]
- Samuel G Mpungu – guitar bass (2015–nay)

### Thành viên cũ
- Rob Waters – guitar (1994)
- Terry Balsamo – guitar (1995)
- Mike Smith – guitar, hát bè (2002–2004)
- DJ Lethal – bàn quay đĩa hát, sampling, programming (1996–2006, 2009–2012, 2012)

### Nhạc sĩ diễn tour cũ
- Brian Welch – guitar (2003)

## Danh sách nhạc
- Three Dollar Bill, Y'all$ (1997)
- Significant Other (1999)
- Chocolate Starfish and the Hot Dog Flavored Water (2000)
- Results May Vary (2003)
- Gold Cobra (2011)
- Still Sucks (2021)